# Aristothereva variabilis
Aristothereva variabilis är en tvåvingeart som beskrevs av Zaitzev 1971. Aristothereva variabilis ingår i släktet Aristothereva och familjen stilettflugor. Inga underarter finns listade.